# Кремпна
Кремпна (пол. Krępna, нім. Krempa) — село в Польщі, у гміні Здзешовиці Крапковицького повіту Опольського воєводства.
Населення — 767 осіб (2011).

## Демографія
Демографічна структура станом на 31 березня 2011 року:
|          | Загалом | Допрацездатний вік | Працездатний вік | Постпрацездатний вік |
| -------- | ------- | ------------------ | ---------------- | -------------------- |
| Чоловіки | 384     | 75                 | 252              | 57                   |
| Жінки    | 383     | 55                 | 229              | 99                   |
| Разом    | 767     | 130                | 481              | 156                  |